# Castle Kennedy
Castle Kennedy (skotskou gaelštinou Caisteal nan Ceanadach) je vesnice ve správní oblasti Dumfries a Galloway, v hrabství Wigtownshire ve |Skotsku. Leží přibližně šest kilometrů východně od Stranraeru. Leží na silnici A75 a spadá do farnosti Inch. Vesnice leží jižně od zámeckého panství Lochinch, jehož součástí je zřícenina hradu Kennedy ze 17. století a také zahrady Castle Kennedy Gardens, které jsou přístupné veřejnosti.

## Historie
Název obce je odvozen od hradu Kennedy, který leží severně od něj. John Kennedy, 5. hrabě z Cassilis, jej nechal postavit v roce 1607 na místě starší opevněné budovy. V roce 1716 hrad vyhořel a dostal se do majetku hrabat ze Stair. Poté, co nebyl obnoven, nechal John Dalrymple, 10. hrabě ze Stair, v roce 1864 postavit zámek Lochinch Castle, který je sídlem hrabat ze Stair dodnes.
V roce 1941 bylo východně od Castle Kennedy vybudováno vojenské letiště. Sloužila mimo jiné jako výcvikové místo pro taktiku boje proti ponorkám. Od té doby však bylo zařízení opuštěno. Při sčítání lidu v roce 1991 bylo v Castle Kennedy napočítáno 400 obyvatel. Obec má vlastní základní školu s počtem 38 žáků.

## Doprava
Castle Kennedy leží přímo na hlavní silnici A75 spojující Stranraer s Gretna Green. Silnice A751 také umožňuje přístup k dálnici A77, která spojuje Portpatrick s Glasgowem, vzdáleným několik kilometrů na západ. Pro rozvoj obce byla významná výstavba Portpatrickské a Wigtownshirské společné železnice (Portpatrick and Wigtownshire Joint Railway), na níž Castle Kennedy měla vlastní železniční stanici. Nádraží, otevřené v roce 1861, bylo uzavřeno v roce 1965 se zrušením železnice. Z nádražní budovy je dnes dům a nejbližší železniční stanice je ve Stranraeru. Z Cairnryanu na severu jezdí trajekty do Larne v Severním Irsku a do Belfastu.